# ガエターノ・ベローニ
ガエターノ・ベローニ（Gaetano Belloni。1892年8月26日-1980年1月9日）は、イタリア・ピッツィゲットーネ出身の元自転車競技選手。

## 経歴
1910年代半ばから1920年代後半まで、ロードレースで活躍したイタリアの名選手。とりわけ1910年代はコスタンテ・ジラルデンゴと鎬を削った他、1920年代に入ると、ジョバンニ・ブルネーロ、アルフレッド・ビンダといった選手たちも加えてイタリアロード界の「四天王」を形成した。
「四強」の中では最も優勝回数が少なく、とりわけ親友でもあったジラルデンゴには勝てないケースも多かったことから、「エテルノ・セコンド」（永遠の二番手）というニックネームをつけられたこともあった。
もっとも、ジロ・デ・イタリアでは1920年に総合優勝を果たした他、区間優勝も12回を記録。さらにミラノ〜サンレモ2回（1917年、1920年）、ジロ・ディ・ロンバルディアは3回（1915年、1918年、1928年）制覇した。